# رودریک مورچیسون
سر رودریک امپِی مورچیسون (انگلیسی: Sir Roderick Impey Murchison, 1st Baronet؛ ۲۲ فوریهٔ ۱۷۹۲ – ۲۲ اکتبر ۱۸۷۱) یک زمین‌شناس اهل اسکاتلند بود.
او در سال ۱۸۳۹ میلادی کتاب سیستم سیلورین را منتشر کرد.
رودریک مورچیسون همچنین از اعضای فرهنگستان علوم فرانسه، فرهنگستان سلطنتی علوم سوئد، فرهنگستان علوم پروس و اعضای افتخاری فرهنگستان علوم سن پترزبورگ بود.
وی همچنین برنده جوایزی همچون مدال کاپلی شده است.